# アグリッパ1世
'アグリッパ1世（Agrippa I、紀元前10年? - 44年）は、ローマ帝国に公認された古代ユダヤの統治者（在位：37年 - 44年）。ヘロデ・アグリッパ1世とも。本名はマルクス・ユリウス・アグリッパス'。新約聖書の『使徒行伝（使徒言行録）』で「ヘロデ王」として言及されるのは彼のことである。

## 略歴
幼少期はローマで暮らしており、当時の皇帝ティベリウスの息子ドルススとともに育てられ仲がよかった。ドルススや自分の母ベレニケの死後、金遣いの荒さで生活に困り中東に渡った。叔父であり義理の兄弟（アグリッパの姉妹ヘロデヤと結婚していた）であるガラリヤとペレア領主ヘロデ・アンティパスや、親友だったシリア総督のフラッコスを頼るが、結局双方と関係が悪化して追い出された。再度ローマに戻って母の友人でもあった小アントニアに借金を立て替えてもらうなどして対処した。この恩義もあって小アントニアの孫にあたるガイウス（以下、よく知られたあだ名のカリグラで表記）に敬意を払うが、ある時カリグラを褒めているうちに口を滑らせ、皇帝ティベリウスの悪口を言ってしまい、それが皇帝本人の耳に入ったことで牢屋に入れられてしまう。半年ほどでティベリウスが死んだ（紀元後37年の事）ことで、次の皇帝になったカリグラによって釈放され、34年に死亡した叔父のヘロデ・フィリッポス（彼には子供がいないため領地はシリア属州に編入されていた）が治めていたトラコニティス、ガウラニティス、バタナイア（現在のシリア南部～ヨルダン王国北部）の領主として認められた。さらに39年にアンティパスがパルティアと組んでローマに対し謀反を企んでいると告発し、カリグラから追放されたアンティパスのガリラヤとペレアの統治権も得た。
そして41年にカリグラが暗殺された際にも、軍隊が新皇帝と支持したクラウディウスが帝位につけるように協力した。クラウディウスからも領主の地位を認めてもらっただけではなく、祖父の支配地だったユダヤ（イドマヤ地方含む）・サマリアの支配を任され、東方のアビラやレバノン山脈付近の土地やキリキアとコムマゲネも手に入れ、祖父ヘロデ大王が治めたのとほぼ同じ版図（厳密にはやや広い）を統治することになった。さらにアグリッパはクラウディウスに願い出て兄弟のヘロデを娘婿にする形でカルキスの土地を与えてもらうなどの厚遇も受けた
しかし、ユダヤの地（狭義）が彼の支配下にあったのはわずか3年ほどで、紀元44年彼は死亡した。死亡状況の記述は『使徒言行録』12章19-23節と『ユダヤ古代誌』第XIX巻8章2節にあり、細かい記述が違うが骨子は同じで「カエサリアでアグリッパが式典に豪華な衣を着て出た際、その場にいた人々が彼を神のようだと称え、本人も特にそれをとがめたりしないでいた所、突然体調が悪化して死に至った。」というものである。
彼の死亡時に長男のアグリッパ2世でさえ17歳であったため、その地位をすぐに継承することは認められず、ローマはユダヤを一時総督の管轄下におき、アグリッパ2世には48年におじのヘロデの領地であったカルキスがクラウディウスの治世8年目（西暦48年）、次いでここと交換の形で父の領地の内、元フィリッポスの領地だった部位とその東方のアビラを与えられるものの、父の領地すべてを受け取る前にユダヤ戦争が始まって完全な継承は最後まで行われなかった。

## 人物評価
『使徒言行録（使徒行伝）』12章ではアグリッパ1世はファリサイ派に迎合して当時はまだユダヤ教の一分派であった初期キリスト教のグループを迫害。ゼベダイの子ヤコブを捕らえて処刑、ペトロも彼により投獄される（こちらは脱出に成功した）など恐ろしい人物とされ、上記の死も尊大な態度で居たので天使が死を与えたとされる。
『ユダヤ古代誌』では対照的に若い頃から金遣いが荒かったが、祖父のヘロデ大王と逆の穏やかな性格で謙虚で信心深く、カリグラが自分の偶像をエルサレムに立てるように命じた時やめるように説得したり、律法に反したことをしているととがめられたときは素直に何がまずかったのか聞き入れるなどしていたとされるが、ユダヤ人以外からはよく思われてなかったことも書かれており、「彼の死亡時にカイサリアとセバステの街の人々がそれを祝った」としている。
もっとも、彼は自国領以外ではヘレニズム文化も重要視しており、ベリュトス（フェニキアにあったローマ植民地）では信心深いユダヤ人に好まれない剣闘士闘技場を立てたり、自国領内でもヘレニズム文化の強いカエサリアとセバステのどちらか（あるいは両方）で、少なくとも一般市民の手に届く位置に自分の娘の偶像を立てていたともヨセフスは評している。